# Cabal hidràulic
|  | No s'ha de confondre amb Cabal màssic. |

El cabal hidràulic és la quantitat de líquid que passa per una secció concreta del seu recorregut per unitat de temps. Seguint les unitats del Sistema Internacional s'expressa en m³/s, o, en el cas de cabals més petits, l/s (litres per segon). En hidràulica i hidrologia, és un concepte que s'empra tant per a canonades com per a canals i rius.
Matemàticament el cabal hidràulic s'expressa com a:

{\displaystyle Q=\int _{A}\mathbf {u} \cdot d\mathbf {A} }
On A és l'àrea de la secció d'estudi i u la velocitat a cada punt de la secció. Aquesta velocitat no té per què ser uniforme: si no ho és, cal integrar-la al llarg de tota l'àrea.